# Лисимахия (дем Агринио)
Вижте пояснителната страница за други значения на Лизимахия.
Лисимахия (на гръцки: Λυσιμάχεια, със старо име до 1927 г. Мурстано (на гръцки: Μούρστανο) е равнинно село в дем Агринио, Гърция, намиращо се на югозапад от едноименното езеро Лизимахия в подножието на Зигос на 110 м надморска височина.
Селяните му се занимават основно с отглеждането на тютюн, но от 2015 г. поради забраната за отглеждането му поминикът изчезва и селото запустява. 